# Михалево (Мяксинский сельсовет)
Михалево — деревня в Череповецком районе Вологодской области.
Входит в состав Мяксинского сельского поселения, с точки зрения административно-территориального деления — в Мяксинский сельсовет.
Расстояние по автодороге до районного центра Череповца — 26 км, до центра муниципального образования Мяксы — 4 км. Ближайшие населённые пункты — Григорево, Яшнево, Лаврово.
По переписи 2002 года население — 16 человек.